# Bobby Walker
Bobby Walker (10 de gener de 1879 - 28 d'agost de 1930) fou un futbolista escocès de la dècada de 1900.
Fou internacional amb la selecció d'Escòcia i amb la selecció de la lliga escocesa. Pel que fa a clubs, defensà els colors de Heart of Midlothian.